# Иван Станев (политик)
Вижте пояснителната страница за други личности с името Иван Станев.
Иван Николов Станев е политик от Българската комунистическа партия (БКП).

## Биография
Той е роден на 28 септември 1932 година в село Душанци, Пирдопско. Започва работа още като дете като прави тухли и работи на строежите с баща си. Учи във фабрично заводско училище.
Започва работа в Сопот. Член на БКП от 1952 г. Работи като стругар, монтьор и монтажник, от 1961 до 1989 година ръководи монтажна бригада в Металургичния комбинат „Кремиковци“. С указ № 2473 от 6 ноември 1974 г. е обявен за герой на социалистическия труд.
През 1976 г. става член на Кремиковския районен комитет на БКП. От 1981 година е член на Централния комитет на БКП, а от ноември 1989 до януари 1990 година е кандидат-член на неговото Политбюро. Носител е на „Орден на труда“ – сребърен (1963), орден „Червено знаме на труда“ (1967), „Народна република България“ I ст. (1972), „Георги Димитров“ (1974). На 14-ия извънреден конгрес на БКП е избран за член на Висшия съвет на БСП.